# معركة الديوانية
معركة الديوانية هي معركة حدثت في محافظة الديوانية في مركز المحافظة مدينة الديوانية التي تقع جنوب العراق وتبعد عن مدينة بغداد بحوالي 180 كم بين الجيش الأمريكي والقوات العراقية المسلحة من جهة وعناصر جيش المهدي من جهة أخرى في 28 أغسطس 2006، كان قبل تلك المعركة التي بدأت بعد أعتقال أحد قياديي جيش المهدي من قبل القوات الأمريكية بدء الهجوم على القوات العراقية في مدينة الديوانية ليلا وانتهى في الصباح التالي من 29 أغسطس 2006  شارك الجيش الأمريكي في العمليات العسكرية بعد هذا الهجوم وقد قتل في هذه العملية ما يقارب 30 عنصر من جيش المهدي وحوالي 78من الجيش الامريكي بعد تفجير أستهدف دبابة أمريكية قرب مدينة الديوانية. بعد هذا الهجوم الكبير في عام 2007 قامت القوات العراقية بأطلاق عملية صولة الفرسان للسيطرة على مناطق جنوب العراق بدعم من قوات التحالف في العراق.